# Terra Pura
Terra Pura (en xinés: 净土 Jìngtǔ) o País Pur és la més antiga de les sectes del budisme mahayana de la Xina. Fou fundada el 402 dC per Hui Yuan.
La seua doctrina afirma que la vida està governada pel karma i la reencarnació, plena de tristesa i desil·lusió; l'alliberament s'aconsegueix solament per la fe en el buda Amitabha, i l'ésser humà no pot fer res per redimir-se. El buda Amitabha solament concedeix la redempció als qui invoquen el seu nom.

## Japó
Al Japó rebé el nom de Jōdo-shū i fou fundada per Hōnen (1133–1212). El seu deixeble, Shinran (1173–1263) va fundar la modificació Jōdo-Shinshū. Pels conflictes amb les escoles budistes establertes anteriorment, Hōnen i Shinran van ser exiliats, però aquest moviment es va convertir en una de les escoles budistes més influents al Japó, amb organitzacions com la Hongan-ji.
Per a estendre el missatge d'aquesta religió pel Japó, més emotiva que intelectual, s'utilitzaren les col·leccions de biografies de les persones que havien renascut en la Terra Pura (anomenades ōjōden). Un exemple d'aquestes col·leccions és Shinshū jōdō ōjōden (compilada el 1084 durant la dinastia Sung).